# 姚文智
{{Infobox AM
| name = 姚文智
| image = Yao Wen-Chih - by Huang Kuan-Ju 03 (cropped).JPG
| order = 第8－9屆中華民國立法委員
| spouse = 潘瓊琪
| website = 湠臺灣電影
| term_start = 2012年2月1日
| term_end = 2018年11月18日辭職
| constituency = 臺北市第二選舉區
| predecessor = 周守訓
| successor = 何志偉
| office3 = 第22任行政院新聞局局長
| term_start3 = 2005年3月13日
| term_end3 = 2006年1月25日
| premierroc3 = 謝長廷
| predecessor3 = 林佳龍
| successor3 = 鄭文燦
| birth_date = 1965年12月4日
| birth_place = 中華民國臺灣省陽明山管理局士林鎮（今臺北市士林區）天母
| party = 民主進步黨
| educate = * 史丹佛大學訪問學者
- 國立政治大學政治學系碩士
- 輔仁大學新聞傳播學系學士
- 臺北市立中正高級中學

| past = * 1988－1994年《自由時報》記者、編輯
- 1995年 [[謝長廷國會助理
- 1995年 謝長廷]]北區服務處助理
- 1996年 彭明敏競選總部新聞秘書
- 1997年 謝長廷辦公室主任
- 1998－2003年 高雄市政府新聞處處長
- 1998－2003年 高雄市政府副秘書長
- 2004年 台灣電視公司董事
- 2004年 台視文化公司總經理
- 2005年 行政院新聞局局長
（2005年3月13日 - 2006年1月25日）
- 2006年 謝長廷競選台北市長副總幹事
- 2008年 謝長廷競選總統總部文宣部主任
- 2008年 台灣維新基金會影子政府執行長
- 2008年 綠色和平電台政論節目《有影上大聲》主持人
- 2013年 《史明•革命進行式》紀錄片製作人
- 2014年 柯文哲後援會總會長
- 第8－9屆立法委員
（2012年2月1日－2018年11月18日）辭職
- 湠臺灣電影公司創辦人、負責人
（2019年－）

}}
姚文智（1965年12月4日—），臺灣前政治人物，現為電影產業工作者，現任湠臺灣電影公司創辦人、負責人；《自由時報》記者出身，曾任高雄市新聞處處長、高雄市副秘書長、行政院新聞局局長、民主進步黨立法委員。
卸任新聞局長後，曾協助謝長廷競選台北市長，不過仍敗給中國國民黨提名的郝龍斌，2008年返回高雄並於左楠選區以兩萬餘票之差大敗給轉戰區域立委的黃昭順，後轉往故鄉台北發展，2012年轉戰台北市第二選舉區，雖在土生土長的士林落後，最終仍以三千票的些微差距擊敗挑戰三連霸的時任立委周守訓，成為2008年單一選區兩票制施行以來，臺北市首位民進黨籍立委，打破藍營的「八仙過海」（八席區域立委全數當選）。
2014年，決定參與台北市長民進黨第一階段初選，並以黑馬之姿於5月14日確定勝出，第二階段的在野整合民調與無黨籍的柯文哲皆贏過國民黨提名的連勝文，但因柯文哲領先幅度較大，故遵照兩階段民調規則，輸給柯文哲並擔任其競選台北市長後援會總會長，而柯文哲也以過半得票率大勝國民黨提名的連勝文；2016年尋求立委連任，以近六成得票大勝國新共推的四屆市議員潘懷宗，為民進黨自單一選區兩票制施行以來首次在臺北市奪下最高票立委當選人的寶座。
2018年代表民進黨參選台北市長，同年4月22日發起舉辦「機蛋大遊行」（又稱「柯黑大遊行」）其後因現場人數的統計引發爭議，在競選期間因選情未見起色，11月18日辭去立委（空缺依選罷法規定三月內必須補選），同月21日選前造勢活動公開質疑同黨議員的支持立場。11月25日，中選會完成台北市長選舉開票作業，姚文智僅獲得244,641票、得票率17.29%，在五位候選人中排名第三，選後宣布退出政壇而不接受任何職位。
2019年，成立「湠臺灣電影公司」投入電影圈。首部作品《流麻溝十五號》已於2022年10月28日上映。

## 生平
- 1984年，中正高中畢業。
- 1988年，輔仁大學大眾傳播學系新聞組畢業。
- 1988年，考入國立政治大學政治研究所就讀，同時於《自由時報》擔任記者。
- 1992年，擔任《自由時報》編輯。

## 簡歷
- 1994年，民進黨立法委員謝長廷國會辦公室「陽光法案推動小組」《遊說法》起草人。
- 1996年，民進黨總統候選人彭明敏新聞秘書。
- 1997年，謝長廷高雄市競選市長辦公室主任。
- 1998年，高雄市政府新聞處處長。
- 2000年，高雄市政府副秘書長，主導城市建設、空間改造、文化創意活動。
- 2001年，高雄市政府「愛河整治與景觀工程小組」召集人，與首次「高雄國家燈會籌備小組」總召集人。
- 2002年，兼任「第一屆高雄國際貨櫃藝術節」總策展人。
- 2004年，台灣電視公司董事。同年九月上任台視文化公司總經理。
- 2005年3月，行政院新聞局局長。
- 2006年，辭去行政院新聞局局長職務。
- 2007年，獲民進黨提名參選高雄市第一選區立法委員，敗給連任多屆立委的黃昭順。
- 2008年，台灣維新基金會台灣維新影子政府執行長、台灣長工會秘書長。
- 2012年１月，當選第八屆立法委員（台北市第二選區），以三千票之差險勝時任立委周守訓。2008年單一選區兩票制施行以來，臺北市首位民進黨籍立委。
- 2013年，紀錄片《史明·革命進行式》製作人，2015年2月28日於全臺院線上映。
- 2014年，首創3D政策影片，在民進黨台北市長初選中獲得第一，但於第二階段的在野整合中敗於柯文哲，其後擔任柯文哲後援會總會長。
- 2016年，高票連任第九屆立法委員，擊敗時任台北市議員潘懷宗，成為該屆臺北市第一高票的立委當選人，一掃上屆僅險勝三千餘票的陰霾。
- 2017年，提出「地殼改造運動」，宣布參選台北市長。
- 2018年，於台北市長投票日前一週辭去立委，並於敗選後宣佈退出政壇，無接受任何黨職。
- 2019年，成立「湠臺灣電影公司」。首部作品《流麻溝十五號》於2022年10月28日上映。

## 競選臺北市市長
- 2018年4月22日，針對松山機場和台北大巨蛋舉辦「機蛋大遊行」，該遊行被選舉對手柯文哲評論道從未有一個選舉是以反對另一個候選人為號召。對於走路工質疑，姚文智則稱公關公司辦活動需要發放經費[3]。

- 2018年5月，由ETtoday在5月初舉辦的民調顯示姚文智的支持度只有4%的結果，曾被網民酸「比啤酒濃度還低」。姚文智還為此發表「起風了」的言論，重申自己曾說的「若代表民進黨參選結果落到第三，將退出政壇」絕對說話算話。而在5月29日由世新大學舉辦的民調調查各候選人的支持度，柯文哲為29%、丁守中為29.1％，而姚文智僅13.5％；然而該次調查中，在20-29歲階層柯文哲取得55.6%的支持度、丁守中18.2%，而姚文智的結果則是0%。

- 2018年5月30日，民進黨中執會通過提名時任立委的姚文智參選2018年的台北市長選舉[6][7][8]。

- 2018年7月11日，由信傳媒再次發表的民調中顯示，現任市長柯文哲的支持率為38.9%，排名第二的國民黨參選人丁守中支持率為27.5%，而第三名的民進黨參選人姚文智支持率則僅有11%。在20至29歲的世代區間中，姚文智的支持度再度為0%[9]。

- 2018年8月2日，時任總統的蔡英文手下之文膽、任職海基會副董事長兼秘書長的姚人多自動請纓，下場幫姚文智操盤選戰[10]。

- 2018年11月18日宣布辭去立委職位[11]。

## 選舉紀錄
| 年度 | 選舉屆數             | 選舉區           | 所屬政黨   | 得票數  | 得票率 | 當選標記 | 備註 |
| ---- | -------------------- | ---------------- | ---------- | ------- | ------ | -------- | ---- |
| 2008 | 第七屆立法委員選舉   | 高雄市第一選舉區 | 民主進步黨 | 65,266  | 41.17% |          |      |
| 2012 | 第八屆立法委員選舉   | 臺北市第二選舉區 | 民主進步黨 | 99,229  | 50.05% |          |      |
| 2016 | 第九屆立法委員選舉   | 臺北市第二選舉區 | 民主進步黨 | 107,366 | 59.29% |          |      |
| 2018 | 第七屆臺北市市長選舉 | 臺北市           | 民主進步黨 | 244,342 | 17.28% |          |      |

## 爭議事件

### 換退選風波
2006年10月26日，代表台聯參選台北市長的周玉蔻點名前新聞局長姚文智擔任傳話者的角色，替民進黨參選人謝長廷向她施壓要求退選的中間人，對此姚文智嚴正否認，謝長廷則強調表示他參選以來即禁止競選團隊的人跟周接觸，且姚文智也不能代表團隊發言。周玉蔻的競選策略引起黨內反彈，台聯高層緊急會見李前總統，據指出尋求讓周「自動退場」的可能性。

### 栽贓指抓到賄選
2012年1月13日，士林大同立委選區激戰到選前最後一日，仍然火花四射，國民黨候選人周守訓十三日痛斥，民進黨候選人姚文智將新北市選區事件「移花接木」烏龍爆料，社群網路立刻有人貼文栽贓指抓到賄選，並要網友大量轉貼，他已向士林地檢署按鈴申告姚文智違反《選罷法》，姚陣營對此未正面回應。周守訓昨指出，姚文智陣營十二日中午檢舉兩輛遊覽車在散發走路工費，人、車由警方帶回製作筆錄。姚陣營隨即發簡訊通知媒體「抓到國民黨總統立委買票現行犯」，並在警局前召開記者會，結果檢警已證實是烏龍一場。周守訓表示，這是新北市候選人因造勢活動所請的臨時工，完全與士林大同區無關。 

### 台北榮總死胎糾紛
2015年5月15日，姚文智與台北市議員謝維洲指控台北榮總醫師陳志堯產檢有疏忽。醫師柳林瑋痛批姚謝兩人逼走陳志堯，還要網友打電話到姚文智服務處抗議。不過隨後傳出陳志堯3月就已請辭，因此柳林瑋發表文章向網友道歉。姚文智偕同產檢當事人黃女及謝維洲召開「試管嬰成死胎，榮總草率推託」記者會，在網路上形成討論。多名陳志堯接生的民眾上網聲援，柳林緯亦出面筆戰認為是姚謝逼走陳志堯；但事後證明陳志堯在三月就請辭，其去留與此案無關。17日，姚文智在FB頁面表達並非對陳志堯不滿，而是對北榮處理死胎的方式表達遺憾：黃婦抱過死胎後，護理人員隨即將死胎丟入醫療廢棄物袋中，讓家屬相當不能接受。姚文智批北榮不尊重生命權，對小孩不人性的處理讓準爸媽相當崩潰。

### 競選市長期間對黨內開炮
- 姚文智發言人認為高嘉瑜應該退黨，姚文智也說發言人發言代表他。

- 賴清德說相信柯文哲並沒有涉入器官買賣，姚文智說：「賴清德相信，你就相信嗎？」

- 林濁水認為姚文智的選情並不樂觀，現應以救台北市議員的選情為主，姚文智說：「他要是那麼懂選舉，立委就不會落選了。」

- 對蔡英文四次為姚文智站台，姚文智說：「蔡英文批評柯文哲的力道不夠強。」

- 造勢晚會上，姚文智演講時提到，「有一位議員，年輕、美美的，陳菊講話的時候她就在，姚文智講話的時候，她就偷偷跑了」[17]，暗批日前陳菊前往北市議會造勢時，高嘉瑜在姚文智正要上台前離開[18]。而此時高嘉瑜短暫離開現場，在姚文智罵完後剛好回到其後方，遭姚文智支持者怒嗆「高嘉瑜下台！」[19]

## 軼事

#### 獲選十大噩夢閣員第1名
2005年12月，《新新聞》訪談166位立委與三天電話隨機抽樣訪問全台灣1,109名民眾票選謝長廷內閣「十大噩夢閣員」，時任行政院新聞局局長的姚文智奪冠，入選理由是「不專業、不專心、不用功、沒禮貌、脾氣太衝」。姚文智認為，這樣的調查只訪問反對他的人，沒有正反並陳。姚文智批評，已經沒有多少人在看《新新聞》，它是一個快被媒體市場開除的雜誌。

#### 台北市長候選人支持度民調92%
前台大新聞所所長、同時是基督教長老的彭文正公布，民進黨台北市長參選人姚文智的支持度高達92%。

#### 獲選同志性幻想對象第5名
2018年9月22日，姚文智日前接受《蘋果日報》老照片訪問時指出：姚文智39歲接任行政院新聞局局長時，當選「年度同志性幻想第5名」，另外還透露曾被人當面表示「你就是我的性幻想對象」，榜單前3名有馬英九、金溥聰等人，姚文智當年不清楚甚麼是同志的菜，姚文智對這份榜單受寵若驚。

2018年9月23日早上，國民黨台北市長參選人丁守中說：姚文智長的蠻帥的，年輕時的丁守中不會輸姚文智。

## 影視作品

### 電影
| 年份   | 片名             | 導演   | 備註       |
| ------ | ---------------- | ------ | ---------- |
| 2022年 | 《流麻溝十五號》 | 周美玲 | 電影出品人 |

## 外部連結
- 姚文智的Facebook專頁
- 姚文智的Instagram帳戶
- YouTube上的姚文智翻台北頻道

| 中華民國政府職務 | 中華民國政府職務                                   | 中華民國政府職務 |
| ---------------- | -------------------------------------------------- | ---------------- |
| 行政院           |                                                    |                  |
| 前任： 林佳龍    | 新聞局局長 第二十二任 2005年3月13日－2006年1月25日 | 繼任： 鄭文燦    |